# Iriški Venac
Iriški Venac (serbisch-kyrillisch Иришки Венац) ist ein Bergkamm im Osten der Fruška Gora, ungefähr 15 Kilometer südlich von Novi Sad. Die nächste Ortschaft ist Irig, die weitere 7 Kilometer südlich liegt. Am höchsten Punkt des Kamms (516 m) befindet sich ein Fernsehturm.
Über den Berg führt eine Straße, die Novi Sad mit der Autobahn Belgrad–Batrovci (Europastraße 70) verbindet. Auf der Kammhöhe, wo die Verbindungsstraße den Gebirgszug überquert, befindet sich ein Informationszentrum sowie Gastronomiebetriebe. Häufig bezeichnet Iriški Venac diesen Ort (451 m, 45° 9′ 0″ N, 19° 49′ 47″ O), der sich ungefähr 3 Kilometer westlich des höchsten Punkts befindet. In unmittelbarer Nähe befindet sich ein Kriegerdenkmal zur Erinnerung an die Opfer des Volksbefreiungskampfes in Jugoslawien während des Zweiten Weltkriegs. Diese große Denkmal wurde 1951 von Sreten Stojanović errichtet.

## Fernsehturm
Auf dem höchsten Punkt des Iriški Venac befindet sich ein Fernsehturm in Stahlbetonbauweise. Der Turm wurde 1975 gebaut. Die Gesamthöhe des Turms beträgt 170 Meter, davon entfallen 20 Meter auf den oberen Antennenmast der Antenne für TV-Signale.
Der Turm wurde 1999 bei einem Luftangriff der NATO beschädigt. Die Schadenssumme wurde auf 11,5 Millionen Dollar geschätzt. Im Jahr 2008 konnte die Funktionalität weitgehend wiederhergestellt werden.

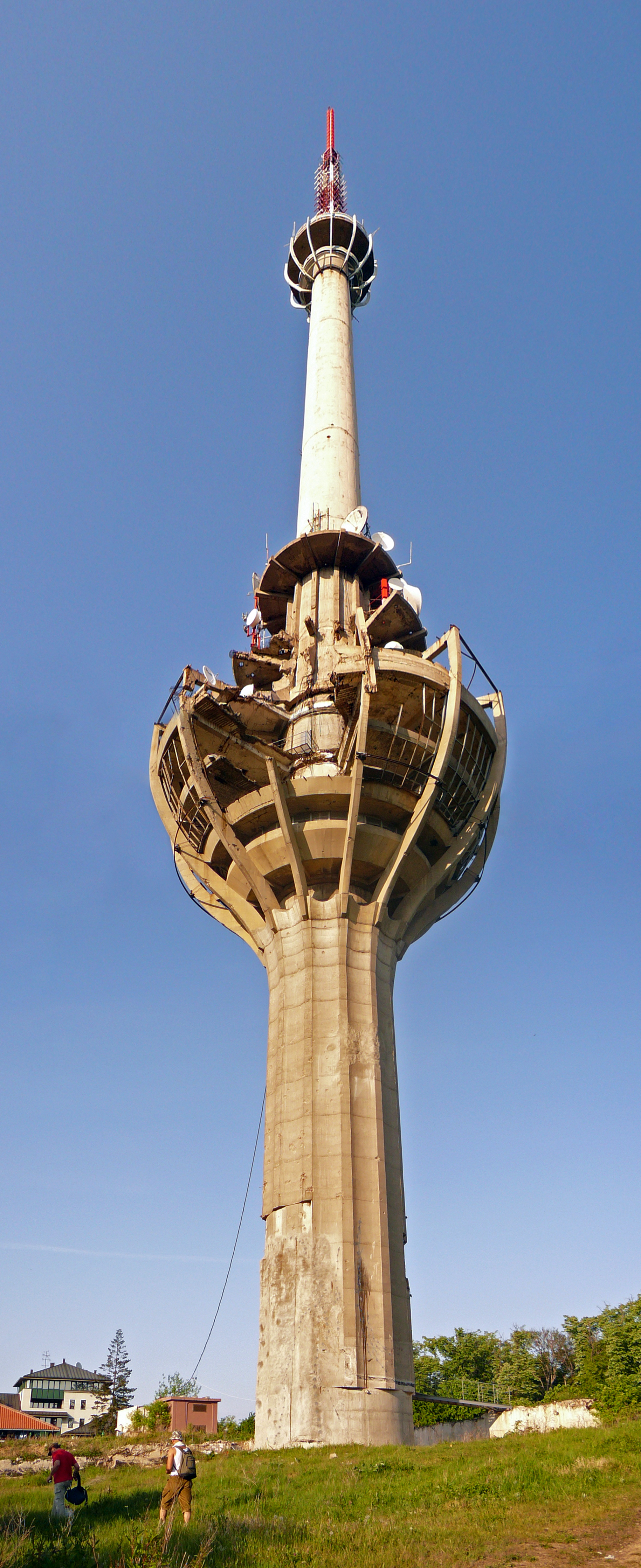
Beschädigter Fernsehturm auf dem Iriški Venac
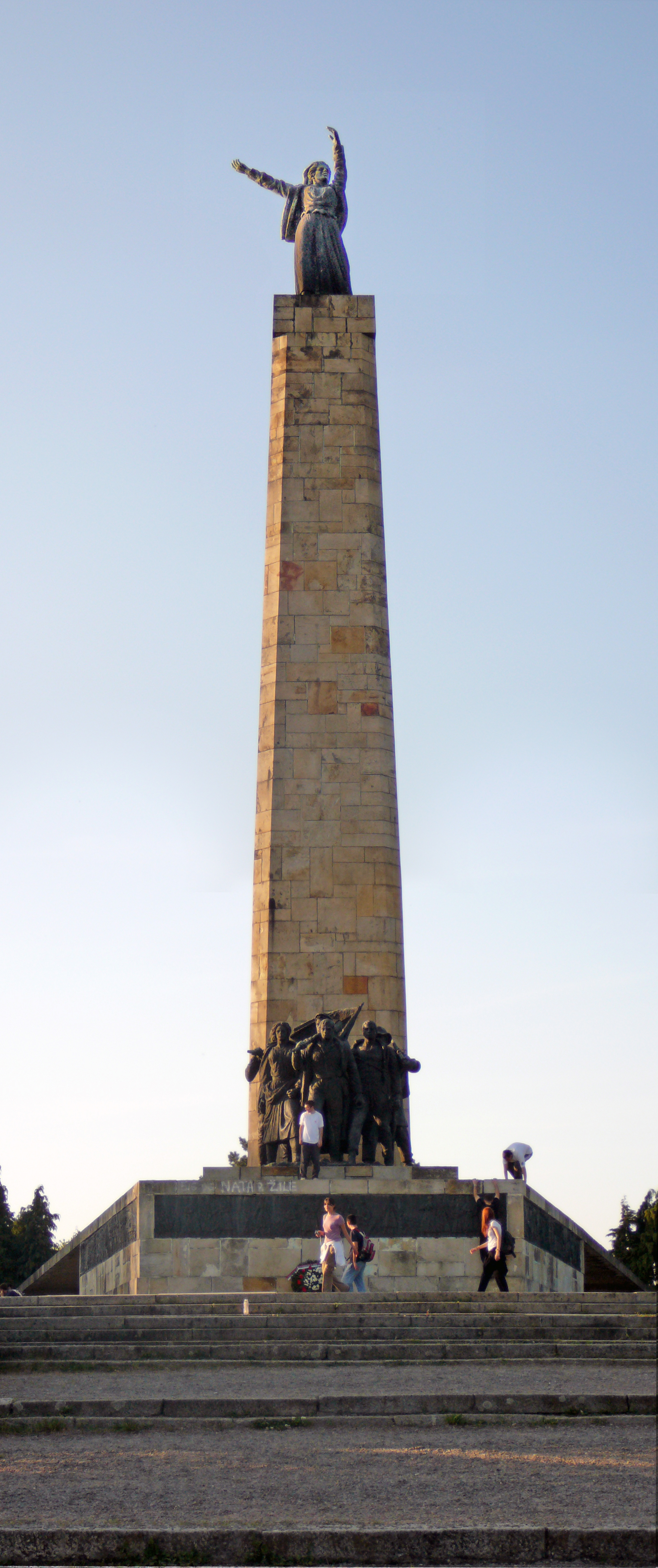
Kriegsdenkmal